# Taxonomie van de mieren
De familie mieren wordt onderverdeeld in de volgende taxa;
- Formicomorfe onderfamilies;
  - Onderfamilie Aneuretinae Emery, 1913
    - Geslacht Burmomyrma Dlussky, 1996  †
    - Geslacht Cananeuretus Engel & Grimaldi, 2005  †
    - Geslachtengroep Aneuretini Emery, 1913
      - Geslacht Aneuretellus Dlussky, 1988  †
      - Geslacht Aneuretus Emery, 1893
      - Geslacht Mianeuretus Carpenter, 1930  †
      - Geslacht Paraneuretus Wheeler, 1915  †
      - Geslacht Protaneuretus Wheeler, 1915  †

    - Geslachtengroep Pityomyrmecini Wheeler, 1915  †
      - Geslacht Pityomyrmex Wheeler, 1915  †

  - Onderfamilie Dolichoderinae Forel, 1878
    - Geslacht Alloiomma Zhang, 1989  †
    - Geslacht Asymphylomyrmex Wheeler, 1915  †
    - Geslacht Elaeomyrmex Carpenter, 1930  †
    - Geslacht Elaphrodites Zhang, 1989  †
    - Geslacht Eldermyrmex Heterick & Shattuck, 2011  †
    - Geslacht Emplastus Donisthorpe, 1920  †
    - Geslacht Eotapinoma Dlussky, 1988  †
    - Geslacht Eurymyrmex Zhang, Sun & Zhang, 1994  †
    - Geslacht Kotshkorkia Dlussky, 1981  †
    - Geslacht Leptomyrmula Emery, 1913  †
    - Geslacht Miomyrmex Carpenter, 1930  †
    - Geslacht Petraeomyrmex Carpenter, 1930  †
    - Geslacht Proiridomyrmex Dlussky & Rasnitsyn, 2003  †
    - Geslacht Protazteca Carpenter, 1930  †
    - Geslacht Zherichinius Dlussky, 1988  †
    - Geslachtengroep Bothriomyrmecini 
      - Geslacht Arnoldius 
      - Geslacht Bothriomyrmex 
      - Geslacht Chronoxenus 
      - Geslacht Loweriella 
      - Geslacht Ravavy 

    - Geslachtengroep Dolichoderini 
      - Geslacht Dolichoderus 

    - Geslachtengroep Leptomyrmecini 
      - Geslacht Anillidris 
      - Geslacht Anonychomyrma 
      - Geslacht Azteca 
      - Geslacht Doleromyrma 
      - Geslacht Dorymyrmex 
      - Geslacht Forelius 
      - Geslacht Froggattella 
      - Geslacht Gracilidris 
      - Geslacht Iridomyrmex 
      - Geslacht Leptomyrmex 
      - Geslacht Linepithema 
      - Geslacht Nebothriomyrmex 
      - Geslacht Ochetellus 
      - Geslacht Papyrius 
      - Geslacht Philidris 
      - Geslacht Turneria 

    - Geslachtengroep Miomyrmecini   †
      - Geslacht Miomyrmex Carpenter, 1930  †

    - Geslachtengroep Tapinomini 
      - Geslacht Aptinoma 
      - Geslacht Axinidris 
      - Geslacht Ctenobethylus   †
      - Geslacht Ecphorella 
      - Geslacht Liometopum 
      - Geslacht Tapinoma 
      - Geslacht Technomyrmex 

    - Geslachtengroep Zherichiniini   †
      - Geslacht Zherichinius Dlussky, 1988  †

  - Onderfamilie Formicinae (Schubmieren)
    - Geslachtengroep Camponotini 
      - Geslacht Calomyrmex 
      - Geslacht Camponotites   †
      - Geslacht Camponotus 
      - Geslacht Chaemeromyrma   †
      - Geslacht Echinopla 
      - Geslacht Forelophilus 
      - Geslacht Opisthopsis 
      - Geslacht Overbeckia 
      - Geslacht Phasmomyrmex 
      - Geslacht Polyrhachis 
      - Geslacht Pseudocamponotus   †

    - Geslachtengroep Formicini 
      - Geslacht Alloformica 
      - Geslacht Bajcaridris 
      - Geslacht Cataglyphis 
      - Geslacht Formica 
      - Geslacht Glaphyromyrmex   †
      - Geslacht Polyergus 
      - Geslacht Proformica 
      - Geslacht Protoformica   †
      - Geslacht Rossomyrmex 

    - Geslachtengroep Gesomyrmecini 
      - Geslacht Gesomyrmex 
      - Geslacht Prodimorphomyrmex   †
      - Geslacht Santschiella 
      - Geslacht Sicilomyrmex   †

    - Geslachtengroep Gigantopini 
      - Geslacht Gigantiops 

    - Geslachtengroep Lasiini 
      - Geslacht Acropyga 
      - Geslacht Anoplolepis 
      - Geslacht Cladomyrma 
      - Geslacht Lasiophanes 
      - Geslacht Lasius 
      - Geslacht Myrmecocystus 
      - Geslacht Prolasius 
      - Geslacht Stigmacros 
      - Geslacht Teratomyrmex 

    - Geslachtengroep Melophorini 
      - Geslacht Melophorus 

    - Geslachtengroep Myrmecorhynchini 
      - Geslacht Myrmecorhynchus 
      - Geslacht Notoncus 
      - Geslacht Pseudonotoncus 

    - Geslachtengroep Myrmelachistini 
      - Geslacht Myrmelachista 

    - Geslachtengroep Myrmoteranini 
      - Geslacht Myrmoteras 

    - Geslachtengroep Notostigmatini 
      - Geslacht Notostigma 

    - Geslachtengroep Oecophyllini 
      - Geslacht Oecophylla 

    - Geslachtengroep Plagiolepidini 
      - Geslacht Agraulomyrmex 
      - Geslacht Aphomomyrmex 
      - Geslacht Brachymyrmex 
      - Geslacht Bregmatomyrma 
      - Geslacht Euprenolepsis 
      - Geslacht Lepisiota 
      - Geslacht Myrmelachista 
      - Geslacht Paratrechina 
      - Geslacht Petalomyrmex 
      - Geslacht Plagiolepsis 
      - Geslacht Pseudaphomomyrmex 
      - Geslacht Pseudolasius 
      - Geslacht Tapinolepis

- Myrmeciomorfe onderfamilies
  - Onderfamilie Myrmeciinae Emery (1877)
    - Geslacht Archimyrmex   †
    - Geslacht Avitomyrmex   †
    - Geslacht Macabeemyrma   †
    - Geslacht Ypresiomyrma   †
    - Geslachtengroep Myrmeciini Emery (1877)
      - Geslacht Myrmecia 

    - Geslachtengroep Prionomyrmecini Wheeler, W. M. (1915)
      - Geslacht Nothomyrmecia 
      - Geslacht Prionomyrmex   †

  - Onderfamilie Pseudomyrmecinae Smith, 1952
    - Geslacht Pseudomyrmex 
    - Geslachtengroep Pseudomyrmecini Smith, 1952
      - Geslacht Myrcidris 
      - Geslacht Pseudomyrmex 
      - Geslacht Tetraponera
- Dorylomorfe onderfamilies
  - Onderfamilie Cerapachyinae 
  - Onderfamilie Ecitoninae 
  - Onderfamilie Leptanilloidinae 
  - Onderfamilie Aenictinae 
  - Onderfamilie Dorylinae 
  - Onderfamilie Aenictogitoninae

- Leptanillomorfe onderfamilies
  - Onderfamilie Apomyrminae 
  - Onderfamilie Leptanillinae

- Poneromorfe onderfamilies
  - Onderfamilie Amblyoponinae Forel, 1893
    - Geslacht Paraprionopelta Kusnezov, 1955
    - Geslachtengroep Amblyoponini Forel, 1893
      - Geslacht Adetomyrma Ward, 1994
      - Geslacht Amblyopone Erichson, 1842
      - Geslacht Apomyrma Brown, Gotwald & Lévieux, 1971
      - Geslacht Bannapone Xu, 2000
      - Geslacht Casaleia Pagliano & Scaramozzino, 1990  †
      - Geslacht Concoctio Brown, 1974
      - Geslacht Myopopone Roger, 1861
      - Geslacht Mystrium Roger, 1862
      - Geslacht Onychomyrmex Emery, C. 1895
      - Geslacht Opamyrma Yamane, Bui & Eguchi, 2008
      - Geslacht Prionopelta Mayr, 1866
      - Geslacht Stigmatomma Roger, 1859
      - Geslacht Xymmer Santschi, 1914

  - Onderfamilie Ponerinae 
    - Geslacht Afropone   †
    - Geslacht Eogorgites   †
    - Geslacht Eoponerites   †
    - Geslacht Furcisutura   †
    - Geslacht Longicapitia   †
    - Geslachtengroep Platythyreini 
      - Geslacht Platythyrea 

    - Geslachtengroep Ponerini 
      - Geslacht Anochetus 
      - Geslacht Asphinctopone 
      - Geslacht Belonopelta 
      - Geslacht Boloponera 
      - Geslacht Centromyrmex 
      - Geslacht Cryptopone 
      - Geslacht Diacamma 
      - Geslacht Dinoponera 
      - Geslacht Dolioponera 
      - Geslacht Emeryopone 
      - Geslacht Feroponera 
      - Geslacht Harpegnathos 
      - Geslacht Hypoponera 
      - Geslacht Leptogenys 
      - Geslacht Loboponera 
      - Geslacht Myopias 
      - Geslacht Odontomachus 
      - Geslacht Odontoponera 
      - Geslacht Pachycondyla 
      - Geslacht Phrynoponera 
      - Geslacht Plectroctena 
      - Geslacht Ponera 
      - Geslacht Promyopias 
      - Geslacht Psalidomyrmex 
      - Geslacht Simopelta 
      - Geslacht Streblognathus 
      - Geslacht Archiponera   †
      - Geslacht Ponerites   †
      - Geslacht Poneropsis   †
      - Geslacht Protopone   †

    - Geslachtengroep Thaumatomyrmecini 
      - Geslacht Thaumatomyrmex 

  - Onderfamilie Ectatomminae 
  - Onderfamilie Heteroponerinae Bolton, 2003
    - Geslachtengroep Heteroponerini Bolton, 2003
      - Geslacht Acanthoponera Mayr, 1862
      - Geslacht Aulacopone Arnoldi, 1930
      - Geslacht Heteroponera Mayr, 1887

  - Onderfamilie Paraponerinae Emery, 1901
    - Geslachtengroep Paraponerini Emery, 1901
      - Geslacht Paraponera Smith, 1858

  - Onderfamilie Proceratiinae Emery, 1895
    - Geslachtengroep Probolomyrmecini Perrault, 2000
      - Geslacht Probolomyrmex Mayr, 1901

    - Geslachtengroep Proceratiini  Emery, 1895
      - Geslacht Bradoponera Mayr, 1868  †
      - Geslacht Discothyrea Roger, 1863
      - Geslacht Proceratium Roger, 1863

- Myrmicomorfe onderfamilies
  - Onderfamilie Agroecomyrmecinae 
  - Onderfamilie Myrmicinae 
    - Geslachtengroep Adelomyrmecini 
      - Geslacht Adelomyrmex 
      - Geslacht Baracidris 

    - Geslachtengroep Ankylomyrmini 
      - Geslacht Ankylomyrma 

    - Geslachtengroep Attini 
      - Geslacht Acromyrmex 
      - Geslacht Apterostigma 
      - Geslacht Atta 
      - Geslacht Attaichnus   †
      - Geslacht Cyphomyrmex 
      - Geslacht Mycetagroicus 
      - Geslacht Mycetarotes 
      - Geslacht Mycetophylax 
      - Geslacht Mycetosoritis 
      - Geslacht Mycocepurus 
      - Geslacht Myrmicocrypta 
      - Geslacht Pseudoatta 
      - Geslacht Sericomyrmex 
      - Geslacht Trachymyrmex 

    - Geslachtengroep Basicerotini 
      - Geslacht Basiceros 
      - Geslacht Creightonidris 
      - Geslacht Eurhopalotrix 
      - Geslacht Octostruma 
      - Geslacht Protalaridris 
      - Geslacht Rhopalothrix 
      - Geslacht Talaridris 

    - Geslachtengroep Blepharidattini 
      - Geslacht Blepharidatta 
      - Geslacht Wasmannia 

    - Geslachtengroep Cataulacini 
      - Geslacht Cataulacus 
        - Geslacht Geslachtengroep Cephalotini 

      - Geslacht Cephalotes 
      - Geslacht Procryptocerus 

    - Geslachtengroep Crematogastrini 
      - Geslacht Crematogaster 
      - Geslacht Recurvidris 

    - Geslachtengroep Dacetini 
      - Geslacht Acanthognathus 
      - Geslacht Colobostruma 
      - Geslacht Daceton 
      - Geslacht Epopostruma 
      - Geslacht Mesostruma 
      - Geslacht Microdaceton 
      - Geslacht Orectognathus 
      - Geslacht Pyramica 
      - Geslacht Strumigenys 

    - Geslachtengroep Formicoxenini 
      - Geslacht Leptothorax 
      - Geslacht Nesomyrmex 
      - Geslacht Podomyrma 
      - Geslacht Romblonella 
      - Geslacht Temnothorax 

    - Geslachtengroep Lenomyrmecini 
      - Geslacht Lenomyrmex 

    - Geslachtengroep Liomyrmecini 
      - Geslacht Liomyrmex 

    - Geslachtengroep Melissotarsini 
      - Geslacht Melissotarsus 
      - Geslacht Rhopalomastix 

    - GeslachtengroepMeranoplini 
      - Geslacht Meranoplus 
      - Geslacht Parameranoplus   †

    - Geslachtengroep Metaponini 
      - Geslacht Metapone 

    - Geslachtengroep Myrmecinini 
      - Geslacht Acanthomyrmex 
      - Geslacht Enneamerus   †
      - Geslacht Myrmecina 
      - Geslacht Perissomyrmex 
      - Geslacht Pristomyrmex 
      - Geslacht Stiphromyrmex   †

    - Geslachtengroep Myrmicariini 
      - Geslacht Myrmicaria 

    - Geslachtengroep Myrmicini 
      - Geslacht Eutetramorium 
      - Geslacht Huberia 
      - Geslacht Hylomyrma 
      - Geslacht Manica 
      - Geslacht Myrmica 
      - Geslacht Nothomyrmica   †
      - Geslacht Pogonomyrmex 
      - Geslacht Secostruma 

    - Geslachtengroep Paratopulini 
      - Geslacht Paratopula 

    - Geslachtengroep Phalacromyrmecini 
      - Geslacht Ishakidris 
      - Geslacht Phalacromyrmex 
      - Geslacht Pilotrochus 

    - Geslachtengroep Pheidolini 
      - Geslacht Anisopheidole 
      - Geslacht Aphaenogaster 
      - Geslacht Chimaeridris 
      - Geslacht Goniomma 
      - Geslacht Kartidris 
      - Geslacht Lonchomyrmex   †
      - Geslacht Lophomyrmex 
      - Geslacht Messor 
      - Geslacht Ocymyrmex 
      - Geslacht Oxyopomyrmex 
      - Geslacht Paraphaenogaster   †
      - Geslacht Pheidole 

    - Geslachtengroep Solenopsidini 
      - Geslacht Carebara 
      - Geslacht Solenopsis 
      - Geslacht Monomorium 

    - Geslachtengroep Stegomyrmecini 
      - Geslacht Stegomyrmex 

    - Geslachtengroep Stenammini 
      - Geslacht Ancyridris 
      - Geslacht Bariamyrma 
      - Geslacht Calyptomyrmex 
      - Geslacht Cyphoidris 
      - Geslacht Dacatria 
      - Geslacht Dacetinops 
      - Geslacht Dicroaspis 
      - Geslacht Ilemomyrmex   †
      - Geslacht Indomyrma 
      - Geslacht Lachnomyrmex 
      - Geslacht Lasiomyrma 
      - Geslacht Lordomyrma 
      - Geslacht Proatta 
      - Geslacht Rogeria 
      - Geslacht Rostromyrmex 
      - Geslacht Stenamma 
      - Geslacht Tetheamyrma 
      - Geslacht Vollenhovia 

    - Geslachtengroep Tetramoriini 
      - Geslacht Anergates 
      - Geslacht Decamorium 
      - Geslacht Rhoptromyrmex 
      - Geslacht Strongylognathus 
      - Geslacht Teleutomyrmex 
      - Geslacht Tetramorium

- Uitgestorven onderfamilies
  - Onderfamilie Armaniinae   †
  - Onderfamilie Sphecomyrminae   †
  - Onderfamilie Brownimeciinae   †
  - Onderfamilie Formiciinae   †

- Onderfamilie incertae sedis
  - Onderfamilie Paleosminthurinae